# The Front (Los Simpson)
The Front, llamado El intermedio en Latinoamérica y La tapadera en España, es un capítulo perteneciente a la cuarta temporada de la serie animada Los Simpson, estrenado originalmente en la FOX el 15 de abril de 1993. En el episodio, Bart y Lisa deciden escribir un episodio de Itchy & Scratchy, pero su libreto es rechazado, por lo que lo vuelven a enviar, bajo el nombre de Abraham Simpson. El episodio fue escrito por Adam I. Lapidus y dirigido por Rich Moore. Inicialmente, este episodio era extremadamente corto, por lo que Lapidus tuvo que "rellenarlo como loco" para completarlo. Además, es el único que escribió para la serie.

## Sinopsis
Todo comienza cuando Bart y Lisa ven un terrible episodio de Itchy & Scratchy, y deciden escribir uno mejor ellos mismos. Inspirados por la vista de Homer cortando accidentalmente el cabello de Marge cuando estaba podando un arbusto, los niños escriben "La barbería de los horrores", pero el episodio es rechazado por Roger Meyers, el presidente de Itchy & Scratchy Internacional. Dándose cuenta de que Meyers no los tomaba en serio por ser niños, reenvían el manuscrito con el nombre de Abraham Simpson. Como resultado, el Abuelo recibe como noticia que empezará a trabajar como escritor en Itchy & Scratchy. 
Más tarde, los niños hacen un trato con el Abuelo: ellos escribirían los libretos, y se dividirían el dinero en tres partes. El Abuelo acepta y comienza a ganar mil dólares por semana. Sin embargo, unos días más tarde, el Abuelo es nominado para recibir el premio de "Mejor Guion de Animación", otorgado por los "Premios Anuales de Dibujos Animados". En la ceremonia, presentada por Krusty el Payaso y Brooke Shields, el Abuelo ve por primera vez un episodio de Itchy & Scratchy, que resultaba ser el primero que habían escrito Bart y Lisa. Luego de esto, al recibir el premio, Abraham declara que Itchy & Scratchy no le gustaba para nada, lo que hace que el público lo abuchee. Luego, baja del escenario, le da el premio a los niños (quienes lo merecían en realidad, al ser los autores de los guiones) y los tres abandonan la sala. 
Mientras tanto, Homer y Marge son invitados a un encuentro de los graduados de 1974, pero Homer debe admitir que nunca se había graduado en el instituto, ya que jamás había aprobado Ciencias de la Tierra I. En la reunión, recibe numerosos premios (todos por objetivos negativos, como por ejemplo, por haber sido el alumno que más había subido de peso), pero es obligado a devolverlos al descubrir que no se había graduado. Homer, entonces, toma clases en la Escuela Nocturna para Adultos, consiguiendo graduarse y recuperando sus queridos premios, aparte dice que en la próxima reunión de la escuela no tendrá nada de que avergonzarse, pero en el 2024 lleva un desatascador en la cabeza y se avergüenza de nuevo.

## Producción

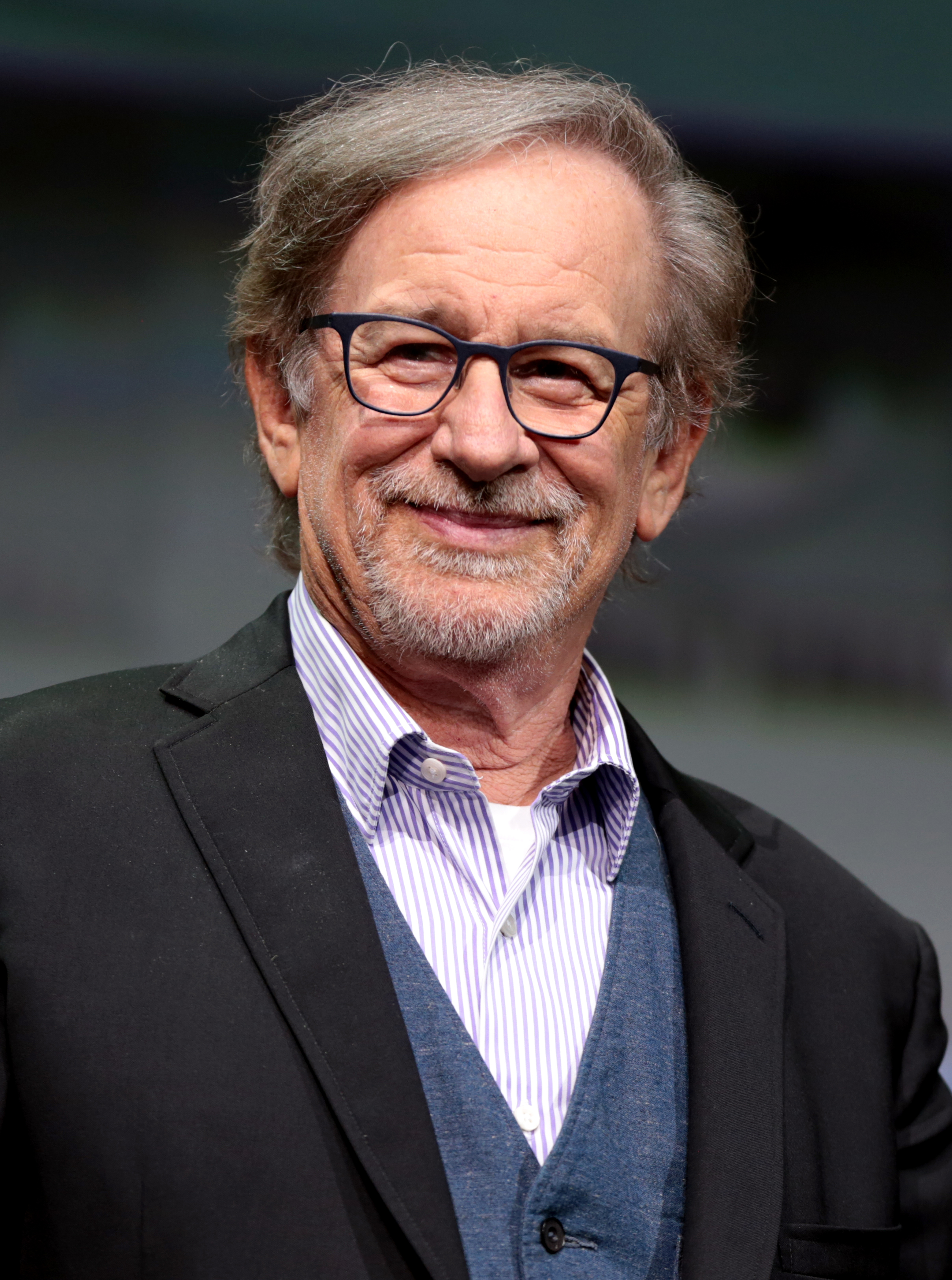
Steven Spielberg

Cuando los productores estaban comenzando a hacer el episodio, se emitió un reporte de noticias sobre unos niños que habían escrito el libreto para un episodio de Tiny Toon Adventures. Steven Spielberg, el creador del programa, recibió una copia del guion y le gustó tanto que usó las ideas, e incluso llevó a los niños a Hollywood para que siguiesen contribuyendo con los guionistas. Adam I. Lapidus vio el reporte y pensó que la idea sería genial para ajustarla a Bart y Lisa.
Lapidus escribió un guion y llamó a Dave Davis para pedirle su opinión sobre el mismo. A Davis le gustó la idea, y se la pasó a James L. Brooks, a quien también le agradó la idea y se contactó con los guionistas de Los Simpson, quienes accedieron a contratar a Lapidus para que escribiese el episodio completo. Este fue el único episodio que escribió, por lo que ha habido discusiones entre los fanáticos de la serie debatiendo si Lapidus es un escritor verdadero. La suegra de Lapidus encontró un debate en un foro de Internet en el cual se discutía si Lapidus realmente existía, ya que su nombre no aparece en otro episodio. Este tema también se debatió sobre el principal guionista de la serie, John Swartzwelder. Al ser un recluido social y no aparecer en los comentarios de DVD, los fanáticos han formulado las teorías de que "John Swartzwelder" es sólo un seudónimo que los demás guionistas utilizan cuando no quieren incluir sus propios nombres en los libretos.
Inicialmente, este episodio era demasiado corto, por lo que los guionistas debieron utilizar cualquier método para que durase el mínimo permitido. Incluso después de que se extendió ampliamente el escrito original de Lapidus y se añadió un gag del sofá largo, el episodio era un minuto más corto de lo normal. Para arreglar esto, los productores decidieron intentar algo diferente, añadiendo un segmento corto dedicado a Ned Flanders al final del episodio. Fue hecho exclusivamente para llenar tiempo y no tiene ninguna relación con los demás eventos del episodio. Mike Reiss comentó, "Como siempre, cuando intentamos hacer algo audaz y nuevo, la reacción general es '¿Qué diablos fue eso?'" Esta escena fue también una referencia de los cómics Archie, en los cuales se solía utilizar esta técnica para rellenarlos hasta la última página. El corto, más tarde, inspiró a Bill Oakley y Josh Weinstein a producir el episodio de la séptima temporada 22 Short Films About Springfield.
Los censores tuvieron dos quejas con respecto al episodio: la escena en la cual Bart sueña que le apunta con un arma a Santa Claus, y otra secuencia que fue animada, pero no se incluyó en el episodio final. Era un momento adicional del recorrido que le da Roger Meyers a los niños por el estudio, en el cual se detenían en el departamento de arte. Allí, los artistas están mirando un gato y están tratando de diseñarlo; uno de ellos pone una barra de dinamita en la boca del gato y la enciende. Como Meyers, Bart y Lisa continúan por el corredor, mientras una nube de humo sale de la habitación. La escena no fue editada debido a que sonaba como un maltrato animal.
En la escena en la que se muestra a todos los escritores de Itchy & Scratchy, cada uno de los guionistas que aparecen son miembros del elenco que trabajaba en Los Simpson en ese momento. La idea de esa autorreferencia fue puramente de los animadores. En otra escena, en la cual Meyers despide al guionista de Harvard, éste es una caricatura de Jon Vitti, otro guionista de la serie.